# 橋本忠夫
橋本忠夫（はしもとただお、1943年8月28日-）は多摩大学大学院客員教授、ライフパース代表、日本ロジスティクスシステム学会評議員。元サントリー食品工業社長、サントリー取締役。工学博士。
現在、奨学事業・ソーシャルアントレプレナー支援を行う、公益財団法人丸和育志会理事長を務める。

## 経歴
- 京都大学工学部（システム工学専攻）を卒業後、サントリー入社。
  - 戦略システム部長、ビール事業部企画部長、木曽川工場長、商品開発研究所長、バイオライフサイエンス事業本部長、SCM本部長、取締役、サントリー食品工業社長、サントリーロジスティクス取締役会長を歴任。
- （サントリー以外では）丸和油脂取締役副社長、生物分子工学研究所取締役、PCCテクノロジー社長などを歴任。
- 2004.3 北海道大学大学院工学研究科都市環境工学専攻博士課程修了（論文名は“エコロジスティクスの経営アーキテクチャー構築に関する研究”、指導教員は佐藤馨一）。
- 2008年 多摩大学大学院経営情報学研究科長・教授。
- 2014年 多摩大学大学院客員教授。

## 著書
- 『変革型ミドルのための経営実学 「インテグレーションマネジメント」のすすめ』芙蓉書房出版、2010年12月24日。ISBN 978-4-8295-0500-7
- SCM担当役員のワークデザイン（2005原田保編著「戦略的ロジスティクス経営」）
- ロジスティクスの戦略的定義／サプライチェーンロジスティクスへの転換（2005　ロジスティクスシステム学会論文集）